# IBM Q System One

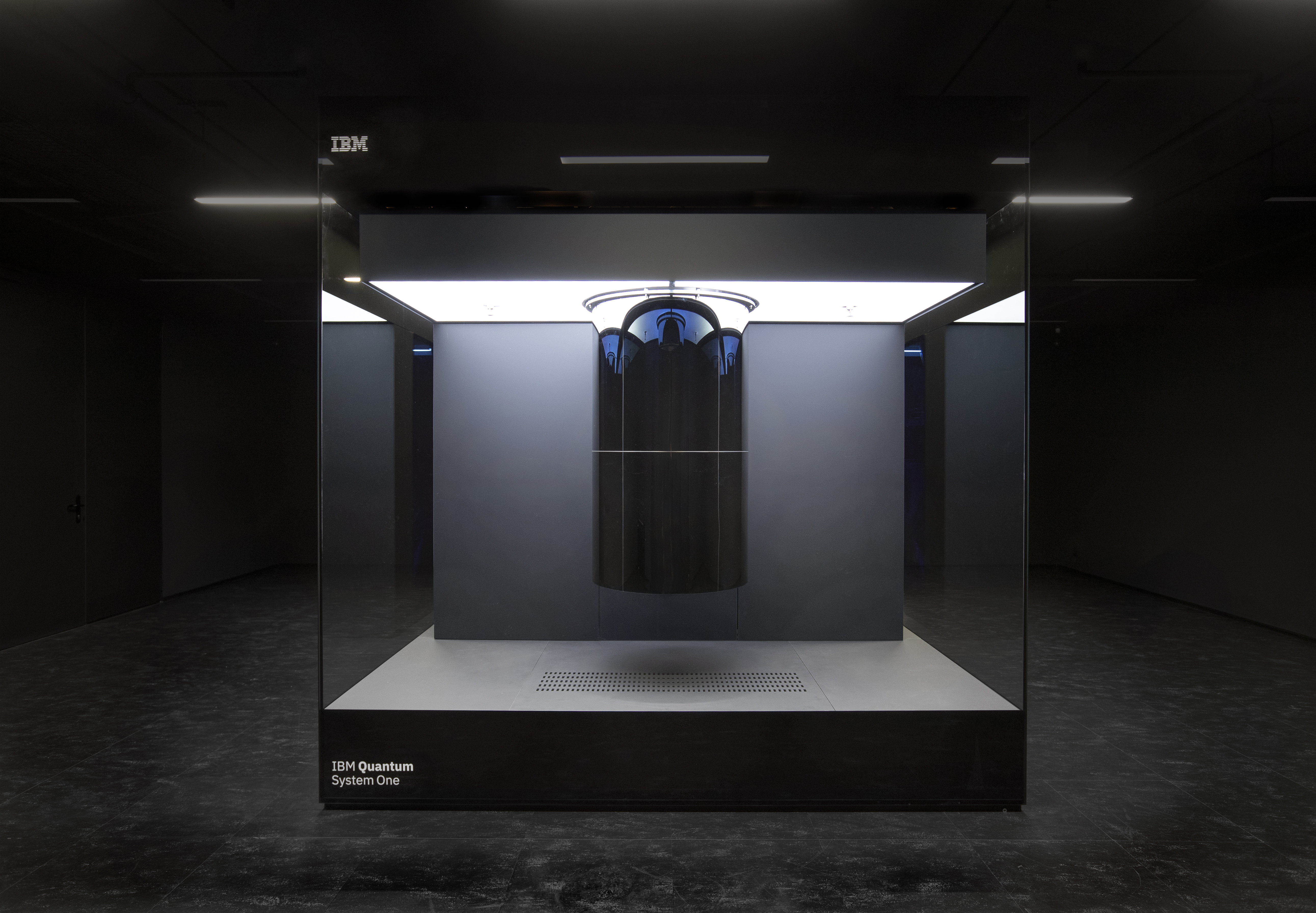
IBM Q System One, computador quântico com 20 qubits supercondutores.

IBM Quantum System One é o primeiro circuito comercial baseado em computação quântica, introduzido pela IBM em janeiro de 2019.
Este sistema integrado de computação quântica está alojado em um cubo de vidro borossilicato hermético que mantém um ambiente físico controlado. Cada face do cubo tem 9 pés (2,7 m) de largura e altura. Uma saliência cilíndrica do centro do teto é um refrigerador de diluição, contendo um processador quântico de 20 qubits transmon. Foi testado pela primeira vez no verão de 2018, por duas semanas, em Milão, Itália.
O IBM Quantum System One foi desenvolvido pelo IBM Research, com assistência do Map Project Office e Universal Design Studio. CERN, ExxonMobil, Fermilab, Argonne National Laboratory e Lawrence Berkeley National Laboratory estão entre os clientes inscritos para acessar o sistema remotamente.
De 6 de abril a 31 de maio de 2019, o Museu de Ciência de Boston sediou uma exposição apresentando uma réplica do IBM Quantum System One. 
Em 15 de junho de 2021, a IBM implantou a primeira unidade do Quantum System One na Alemanha em sua sede em Ehningen.